# Mære
Mære este o localitate din comuna Steinkjer, provincia Nord-Trøndelag, Norvegia, cu o suprafață de 0,36 km² și o populație de 435 locuitori (2013).